# Ngữ tộc Miền
Ngữ tộc Miền hay ngữ tộc Dao (thường được gọi tiếng Miền, tiếng Mùn hay tiếng Dao) là nhóm các ngôn ngữ của người Dao ở Trung Quốc, Việt Nam, Lào, bắc Thái Lan, và Hoa Kỳ (chủ yếu tại tiểu bang California). Các học giả Trung Quốc coi ngữ tộc này chỉ là một ngữ chi trong ngữ tộc H'Mông-Miền của ngữ hệ Hán-Tạng.
Tuy nhiên, một số sắc tộc Dao lại nói các ngôn ngữ H'Mông (Miêu) và các ngôn ngữ này được gọi là các thứ tiếng Bố Nỗ (Bunu). Một lượng nhỏ người Dao tại huyện tự trị Dao tộc Kim Tú (金秀瑶族自治县) ở miền đông Quảng Tây nói thứ tiếng Tai-Kadai gọi là tiếng Lạp Già (Lakkia). Một số nhóm sắc tộc Dao khác nói các biến thể khác nhau của tiếng Hán (tiếng Trung).

## Phân loại
Cùng với tiếng H'mông, ngữ tộc Miền là một trong các nhánh sơ khởi của ngữ hệ H'Mông-Miền và nhánh chính còn lại là ngữ tộc H'Mông.
Martha Ratliff (2010:3) đề xuất phân loại như sau:
- Ngữ tộc Miền
  - Ưu Miền, có 840.000 người nói
  - Kim Môn, có 400.000 người nói
  - Tiêu Mẫn, có 43.000 người nói
  - Tảo Mẫn, có 60.000 người nói

### Strecker (1987)
Strecker (1987), được Matisoff (2001) tuân theo (với sự bổ sung tiếng Mạc Tây (Moxi)), đề xuất phân loại sau, với một số biến thể rẽ nhánh xa hơn được coi là các ngôn ngữ bổ sung:
- Miền (Dao)
  - Tiêu–Giao:
    - Tiêu Mẫn
    - Giao Công Miễn
    - Mạc Tây

  - Miền–Kim:
    - Tiêu Mạn (Tiêu Miễn)
    - Ưu Miền (Miền, tại Việt Nam gọi là Dìu Miền)
    - Kim Môn (tại Việt Nam gọi là Kềm Mùn)

  - Tảo Mẫn: 
    - Tảo Mẫn

### Luang-Thongkum (1993)
Theraphan Luangthongkum (1993:170) đề xuất phân loại sau cho ngữ tộc Miễn (Muen), một nhánh đề xuất bao gồm các tiếng Miền, Môn và Miễn (Tiêu Mạn). Phân loại của Tiêu Mẫn và Tảo Mẫn không được đề cập.
Tiền-Miễn
- Môn (Kềm Mùn)
  - Tây Môn (Lam Điện Dao, 蓝靛瑶)
  - Đông Môn (Sơn Tử Dao, 山子瑶)
- (Miền-Miễn)
  - Miễn (Ao Dao, 坳瑶)
  - Miền (Bàn Dao, 盘瑶)
    - Bắc Miền
    - Đông Miền, Tây Miền

### Mao Tông Vũ (2004)
Mao Tông Vũ (2004) phân loại các phương ngữ của ngữ chi Miền tại Trung Quốc như sau. Các điểm lấy dữ liệu trong Mao (2004) cũng được liệt kê cho mỗi phương ngữ.
- Miền (勉): 550.000 người. Tại Việt Nam gọi là tiếng Dìu Miền, Kềm Miền.
  - Phương ngữ Quảng Điền (广滇): 400.000 người.
    - Xóm Đại Bình Giang (大坪江屯), thôn Kiến Tân (建新村), hương Giang Để (江底乡), huyện Long Thắng (龙胜县).
    - Thôn Thạch Lộng Cước (石弄脚村), hương Đại Tiểu Hà (大小河乡), huyện Quán Dương (灌阳县).
    - Xóm Tiên Gia Tào (仙家槽屯), thôn Lục Định (六定村), hương Tam Giác (三角乡), huyện Kim Tú (金秀县).
    - Thôn Phong Lạc (丰乐村), hương Bàn Thạch (盘石乡), huyện Dong Giang (榕江县).
    - Thôn Miêu Trúc (苗竹村), hương Công Khanh (公坑乡), huyện Nhũ Nguyên (乳源县).
    - Thôn Thủy Tử Ao (水子坳村), hương Lưỡng Xóa Hà (两岔河乡), huyện Giang Hoa (江华县).
    - Thôn Nham Biên (岩边村), hương Thập Lý Hương (十里香乡), huyện tự trị Miêu tộc, Dao tộc, Thái tộc Kim Bình (金平苗族瑶族傣族自治县).

  - Phương ngữ Tương Nam (湘南): 130.000 người.
    - Thôn Miếu Tử Nguyên (庙子源村), hương Tương Giang (湘江乡), huyện tự trị Dao tộc Giang Hoa (江华瑶族自治县).
    - Thôn Cam Tử Viên (柑子园村), hương Miên Hoa Bình (棉花坪乡), huyện Ninh Viễn (宁远县).

  - Phương ngữ La Hương (罗香) = Ao Tiêu (坳标): 3.000 người.
    - Thôn La Hương (罗香村), hương La Hương (罗香乡), huyện tự trị Dao tộc Kim Tú (金秀瑶族自治县)

  - Phương ngữ Trường Bình (长坪) (Tiêu Mạn, 标曼): 20.000 người ở các huyện Mông Sơn, Bình Lạc, Chiêu Bình và Lệ Phố.
    - Thôn Đông Bình Đồng (东坪垌村), hương Trường Bình (长坪乡), huyện Mông Sơn (蒙山县)
- Kim Môn (金门): 220.000 người. Tại Việt Nam gọi là tiếng Kềm Mùn.
  - Phương ngữ Điền Quế (滇桂): 166.000 người.
    - Thôn Tân Trại (新寨村), hương Lương Tử (梁子乡), huyện tự trị Dao tộc Hà Khẩu (河口瑶族自治县).
    - Thôn Na Tài (那才村), hương Đô Long (都龙乡), huyện Ma Lật Pha (麻栗坡县).
    - Thôn Thoa Sơn Cước (梭山脚村), hương Dao Khu (瑶区乡), huyện Mãnh Lạp (勐腊县).
    - Thôn Lãm Kim (览金村), hương Lãm Kim (览金乡), huyện Lăng Vân (凌云县).
    - Tân Đồn (新屯), thôn Giáp Giang (甲江村), hương Tam Giác (三角乡), huyện tự trị Dao tộc Kim Tú (金秀瑶族自治县).

  - Phương ngữ Phòng Hải (防海): 60.000 người.
    - Thôn Than Tán (滩散村), hương Thập Vạn Sơn (十万山乡), quận Phòng Thành (防城区).
    - Thôn Tân An (新安村), hương Đại Bình (大平乡), huyện tự trị Lê tộc Miêu tộc Quỳnh Trung (琼中黎族苗族自治县).
- Tiêu Mẫn (标敏): 40.000 người.
  - Phương ngữ Đông Sơn (东山): 35.000 người.
    - Xóm Song Long (双龙屯), thôn Hoàng Long (黄龙村), hương Đông Sơn (东山乡), huyện Toàn Châu (全州县).

  - Phương ngữ Thạch Khẩu (石口): 8.000 người.
    - Thôn Thạch Khẩu (石口村), hương Tam Giang (三江乡), huyện Cung Thành (恭城县).

  - Phương ngữ Ngưu Vĩ Trại (牛尾寨): 2.000 người.
    - Thôn Ngưu Vĩ (牛尾村), hương Tam Giang (三江乡), huyện Cung Thành (恭城县).
- Tảo Mẫn (藻敏): 60.000 người.
  - Thôn Đại Bình (大坪村), hương Đại Bình (大坪乡), huyện Liên Nam (连南县).

Một biến thể tiếng Miền gọi là bjau2 mwan2 ("Tiêu Mạn, 标曼"), có liên quan tới tiếng Miền Trường Bình và La Hương, được nói tại Lục Xung (六冲), hương Kiều Đình (桥亭乡), huyện Bình Lạc (平乐县), tỉnh Quảng Tây (Tang, 1994); một phương ngữ"Tiêu Mạn 标曼"khác được nói tại Đông Bình Động (东坪洞) (Tang, 1994). Có khoảng 10.000 người nói tại các huyện Mông Sơn, Lệ Phố, Bình Lạc và Chiêu Bình.
Biểu đồ từ vựng so sánh trong Mao Tông Vũ (2004) bao gồm các ngôn ngữ sau.
1. Miền Quảng Điền (Giang Để); tên tự gọi: mjen31
2. Kim Môn Điền Quế (Lương Tử); tên tự gọi: kjeːm33 mun33
3. Tiêu Mẫn Đông Sơn; tên tự gọi: bjau31 min31
4. Tảo Mẫn Đại Bình; tên tự gọi: dzau53 min53
5. Miền Tương Nam (Miếu Tử Nguyên); tên tự gọi: mjəŋ31
6. Miễn Trường Bình (= Tiêu Mạn); tên tự gọi: bjau31 moːn31
7. Miền La Hương; tên tự gọi: bjau31 mwan31
8. Kim Môn Phòng Hải (Than Tán); tên tự gọi: kiːm33 mun33
9. Tiêu Mẫn Thạch Khẩu (= Giao Công Miễn, Mạc Nhược); tên tự gọi: mɔu31 jɔu55
10. Tiêu Mẫn Ngưu Vĩ Trại (= Mạc Tây); tên tự gọi: mɔ433 ɕi53

### Aumann & Sidwell (2004)
Sử dụng các dữ liệu mới của Mao (2004), Aumann & Sidwell (2004) đề xuất phân loại sau đây về các ngôn ngữ Miền, dựa theo các cách tân trong các phụ âm r. Phân loại này trình bày sự phân chia hai nhánh của các ngôn ngữ Miền, với phân nhóm thứ nhất bao gồm Ưu Miền và Tiêu Mẫn, và phân nhóm thứ hai bao gồm Kim Môn và Tảo Mẫn. La Hương được gộp với Kim Môn, trong khi Trường Bình gộp cùng Tảo Mẫn.
- Tiền-Miền
  - Miền-Tiêu Mẫn
    - Miền Quảng Điền
    - Miền Tương Nam
    - Tiêu Mẫn
      - Đông Sơn
      - Thạch Khẩu

  - Môn-Tảo
    - La Hương-Kim Môn
      - Miền La Hương
      - Kim Môn

    - Trường Bình-Tảo Mẫn
      - Miền Trường Bình
      - Tảo Mẫn

Aumann & Sidwell (2004) cho rằng phân loại dưới đây của Wang & Mao là không thể, là phân loại dựa theo âm phát ra của các hưởng âm câm, một đặc trưng vùng chung.
- Tiền-Miền
  - Miền La Hương
  - Ưu Miền
    - Miền Quảng Điền
    - Miền Tương Nam
    - Tiêu Mẫn Đông Sơn

  - Môn-Tảo
    - Tiêu Mẫn Thạch Khẩu
    - Kim Môn
    - (Nhánh)
      - Miền Trường Bình
      - Tảo Mẫn

### Ratliff (2010)
Martha Ratliff (2010:3) đề xuất phân loại sau:
- Miền
  - Ưu Miền: 840.000 người.
  - Kim Môn: 400.000 người.
  - Tiêu Mẫn: 43.000 người.
  - Tảo Mẫn: 60.000 người.

### Taguchi (2012)
Nghiên cứu phát sinh chủng loại máy tính của Yoshihisa Taguchi (2012) phân loại ngữ tộc Miền như sau.
|  | Kim Môn (Điền Quế)                                                                            |
|  |                                                                                               |
|  | \| \| Miễn (Trường Bình, La Hương) \| \| \| \| \| \| Miền (Quảng Điền, Tương Nam) \| \| \| \| |
|  |                                                                                               |
|  | Miễn (Trường Bình, La Hương)                                                                  |
|  |                                                                                               |
|  | Miền (Quảng Điền, Tương Nam)                                                                  |
|  |                                                                                               |

|  | Miễn (Trường Bình, La Hương) |
|  |                              |
|  | Miền (Quảng Điền, Tương Nam) |
|  |                              |

|  | Kim Môn (Điền Quế)                                                                            |
|  |                                                                                               |
|  | \| \| Miễn (Trường Bình, La Hương) \| \| \| \| \| \| Miền (Quảng Điền, Tương Nam) \| \| \| \| |
|  |                                                                                               |
|  | Miễn (Trường Bình, La Hương)                                                                  |
|  |                                                                                               |
|  | Miền (Quảng Điền, Tương Nam)                                                                  |
|  |                                                                                               |

|  | Miễn (Trường Bình, La Hương) |
|  |                              |
|  | Miền (Quảng Điền, Tương Nam) |
|  |                              |

|  | Kim Môn (Điền Quế)                                                                            |
|  |                                                                                               |
|  | \| \| Miễn (Trường Bình, La Hương) \| \| \| \| \| \| Miền (Quảng Điền, Tương Nam) \| \| \| \| |
|  |                                                                                               |
|  | Miễn (Trường Bình, La Hương)                                                                  |
|  |                                                                                               |
|  | Miền (Quảng Điền, Tương Nam)                                                                  |
|  |                                                                                               |

|  | Miễn (Trường Bình, La Hương) |
|  |                              |
|  | Miền (Quảng Điền, Tương Nam) |
|  |                              |

|  | Kim Môn (Điền Quế)                                                                            |
|  |                                                                                               |
|  | \| \| Miễn (Trường Bình, La Hương) \| \| \| \| \| \| Miền (Quảng Điền, Tương Nam) \| \| \| \| |
|  |                                                                                               |
|  | Miễn (Trường Bình, La Hương)                                                                  |
|  |                                                                                               |
|  | Miền (Quảng Điền, Tương Nam)                                                                  |
|  |                                                                                               |

|  | Miễn (Trường Bình, La Hương) |
|  |                              |
|  | Miền (Quảng Điền, Tương Nam) |
|  |                              |

|  | Kim Môn (Điền Quế)                                                                            |
|  |                                                                                               |
|  | \| \| Miễn (Trường Bình, La Hương) \| \| \| \| \| \| Miền (Quảng Điền, Tương Nam) \| \| \| \| |
|  |                                                                                               |
|  | Miễn (Trường Bình, La Hương)                                                                  |
|  |                                                                                               |
|  | Miền (Quảng Điền, Tương Nam)                                                                  |
|  |                                                                                               |

|  | Miễn (Trường Bình, La Hương) |
|  |                              |
|  | Miền (Quảng Điền, Tương Nam) |
|  |                              |

|  | Kim Môn (Điền Quế)                                                                            |
|  |                                                                                               |
|  | \| \| Miễn (Trường Bình, La Hương) \| \| \| \| \| \| Miền (Quảng Điền, Tương Nam) \| \| \| \| |
|  |                                                                                               |
|  | Miễn (Trường Bình, La Hương)                                                                  |
|  |                                                                                               |
|  | Miền (Quảng Điền, Tương Nam)                                                                  |
|  |                                                                                               |

|  | Miễn (Trường Bình, La Hương) |
|  |                              |
|  | Miền (Quảng Điền, Tương Nam) |
|  |                              |

|  | Kim Môn (Điền Quế)                                                                            |
|  |                                                                                               |
|  | \| \| Miễn (Trường Bình, La Hương) \| \| \| \| \| \| Miền (Quảng Điền, Tương Nam) \| \| \| \| |
|  |                                                                                               |
|  | Miễn (Trường Bình, La Hương)                                                                  |
|  |                                                                                               |
|  | Miền (Quảng Điền, Tương Nam)                                                                  |
|  |                                                                                               |

|  | Miễn (Trường Bình, La Hương) |
|  |                              |
|  | Miền (Quảng Điền, Tương Nam) |
|  |                              |

|  | Kim Môn (Điền Quế)                                                                            |
|  |                                                                                               |
|  | \| \| Miễn (Trường Bình, La Hương) \| \| \| \| \| \| Miền (Quảng Điền, Tương Nam) \| \| \| \| |
|  |                                                                                               |
|  | Miễn (Trường Bình, La Hương)                                                                  |
|  |                                                                                               |
|  | Miền (Quảng Điền, Tương Nam)                                                                  |
|  |                                                                                               |

|  | Miễn (Trường Bình, La Hương) |
|  |                              |
|  | Miền (Quảng Điền, Tương Nam) |
|  |                              |

|  | Kim Môn (Điền Quế)                                                                            |
|  |                                                                                               |
|  | \| \| Miễn (Trường Bình, La Hương) \| \| \| \| \| \| Miền (Quảng Điền, Tương Nam) \| \| \| \| |
|  |                                                                                               |
|  | Miễn (Trường Bình, La Hương)                                                                  |
|  |                                                                                               |
|  | Miền (Quảng Điền, Tương Nam)                                                                  |
|  |                                                                                               |

|  | Miễn (Trường Bình, La Hương) |
|  |                              |
|  | Miền (Quảng Điền, Tương Nam) |
|  |                              |

|  | Kim Môn (Điền Quế)                                                                            |
|  |                                                                                               |
|  | \| \| Miễn (Trường Bình, La Hương) \| \| \| \| \| \| Miền (Quảng Điền, Tương Nam) \| \| \| \| |
|  |                                                                                               |
|  | Miễn (Trường Bình, La Hương)                                                                  |
|  |                                                                                               |
|  | Miền (Quảng Điền, Tương Nam)                                                                  |
|  |                                                                                               |

|  | Miễn (Trường Bình, La Hương) |
|  |                              |
|  | Miền (Quảng Điền, Tương Nam) |
|  |                              |

|  | Kim Môn (Điền Quế)                                                                            |
|  |                                                                                               |
|  | \| \| Miễn (Trường Bình, La Hương) \| \| \| \| \| \| Miền (Quảng Điền, Tương Nam) \| \| \| \| |
|  |                                                                                               |
|  | Miễn (Trường Bình, La Hương)                                                                  |
|  |                                                                                               |
|  | Miền (Quảng Điền, Tương Nam)                                                                  |
|  |                                                                                               |

|  | Miễn (Trường Bình, La Hương) |
|  |                              |
|  | Miền (Quảng Điền, Tương Nam) |
|  |                              |

|  | Kim Môn (Điền Quế)                                                                            |
|  |                                                                                               |
|  | \| \| Miễn (Trường Bình, La Hương) \| \| \| \| \| \| Miền (Quảng Điền, Tương Nam) \| \| \| \| |
|  |                                                                                               |
|  | Miễn (Trường Bình, La Hương)                                                                  |
|  |                                                                                               |
|  | Miền (Quảng Điền, Tương Nam)                                                                  |
|  |                                                                                               |

|  | Miễn (Trường Bình, La Hương) |
|  |                              |
|  | Miền (Quảng Điền, Tương Nam) |
|  |                              |

|  | Kim Môn (Điền Quế)                                                                            |
|  |                                                                                               |
|  | \| \| Miễn (Trường Bình, La Hương) \| \| \| \| \| \| Miền (Quảng Điền, Tương Nam) \| \| \| \| |
|  |                                                                                               |
|  | Miễn (Trường Bình, La Hương)                                                                  |
|  |                                                                                               |
|  | Miền (Quảng Điền, Tương Nam)                                                                  |
|  |                                                                                               |

|  | Miễn (Trường Bình, La Hương) |
|  |                              |
|  | Miền (Quảng Điền, Tương Nam) |
|  |                              |

|  | Kim Môn (Điền Quế)                                                                            |
|  |                                                                                               |
|  | \| \| Miễn (Trường Bình, La Hương) \| \| \| \| \| \| Miền (Quảng Điền, Tương Nam) \| \| \| \| |
|  |                                                                                               |
|  | Miễn (Trường Bình, La Hương)                                                                  |
|  |                                                                                               |
|  | Miền (Quảng Điền, Tương Nam)                                                                  |
|  |                                                                                               |

|  | Miễn (Trường Bình, La Hương) |
|  |                              |
|  | Miền (Quảng Điền, Tương Nam) |
|  |                              |

|  | Kim Môn (Điền Quế)                                                                            |
|  |                                                                                               |
|  | \| \| Miễn (Trường Bình, La Hương) \| \| \| \| \| \| Miền (Quảng Điền, Tương Nam) \| \| \| \| |
|  |                                                                                               |
|  | Miễn (Trường Bình, La Hương)                                                                  |
|  |                                                                                               |
|  | Miền (Quảng Điền, Tương Nam)                                                                  |
|  |                                                                                               |

|  | Miễn (Trường Bình, La Hương) |
|  |                              |
|  | Miền (Quảng Điền, Tương Nam) |
|  |                              |

|  | Kim Môn (Điền Quế)                                                                            |
|  |                                                                                               |
|  | \| \| Miễn (Trường Bình, La Hương) \| \| \| \| \| \| Miền (Quảng Điền, Tương Nam) \| \| \| \| |
|  |                                                                                               |
|  | Miễn (Trường Bình, La Hương)                                                                  |
|  |                                                                                               |
|  | Miền (Quảng Điền, Tương Nam)                                                                  |
|  |                                                                                               |

|  | Miễn (Trường Bình, La Hương) |
|  |                              |
|  | Miền (Quảng Điền, Tương Nam) |
|  |                              |

### Hsiu (2018)
Nghiên cứu phát sinh chủng loại máy tính của Hsiu (2018) phân loại ngữ tộc Miền như sau.
Miền
- Tảo Mẫn
- Đại Tiêu Mẫn
  - Tiêu Mẫn (Đông Sơn)
  - Tiêu Mẫn (Quán Dương)
  - Mạc Nhược (Thạch Khẩu)
  - Mạc Tây (Ngưu Vĩ Trại)
- Đại Tiêu Mạn
  - Tiêu Mạn (Miền Trường Bình)
  - Tiêu Mãn (Miền La Hương) (?)
- Kim Môn
- Ưu Miền

Hsiu (2018) cho rằng tiếng Miền Trường Bình chịu ảnh hưởng của các biến thể tiếng Kim Môn do cận kề địa lý, mặc dù nó vẫn duy trì nhiều hình thái độc nhất vô nhị, chỉ ra rằng nó nên được xếp riêng trong nhánh của chính nó.

## Ngôn ngữ pha trộn
Một số ngôn ngữ có thể là tiếng Trung pha trộn với tiếng Miền, như:
- Các ngôn ngữ Dao vùng đất thấp khác nhau (平地瑶话, bình địa Dao thoại) là các ngôn ngữ Hán chưa phân loại, như:
  - Tiếng Gia Hạ Ni (爷贺尼, Yeheni).
  - Phương ngữ Ưu Niệm (优念话, Younian).
- Thổ ngữ Thiều Châu, một ngôn ngữ nữ thư, là một biến thể không phân loại của tiếng Trung được người Dao bản địa nói. Nguồn gốc của nó là mơ hồ, nhưng có thể nó đã bắt đầu như là tiếng Miền được Hán hóa.[10]
- Phương ngữ Xa, được người Xa nói chủ yếu trong khu vực Chiết Giang và Phúc Kiến.

## Số đếm
| Tiếng                       | Một   | Hai   | Ba    | Bốn    | Năm   | Sáu   | Bảy     | Tám    | Chín   | Mười    |
| --------------------------- | ----- | ----- | ----- | ------ | ----- | ----- | ------- | ------ | ------ | ------- |
| Hmong-Miền nguyên thủy      | *ʔɨ   | *ʔu̯I  | *pjɔu | *plei  | *prja | *kruk | *dzjuŋH | *jat   | *N-ɟuə | *gju̯əp  |
| Dìu Miền                    | jet12 | i33   | pwo33 | pjei33 | pia33 | tɕu55 | sje13   | ɕet12  | dwo31  | tsjop12 |
| Ao Tiêu (La Hương)          | jit43 | vi33  | pu33  | pje33  | pla33 | kwo43 | ȵi11    | jat32  | du31   | ɕep32   |
| Tiêu Mạn (Trường Bình)      | no35  | i33   | pu33  | plei33 | pla33 | kju53 | ŋi22    | jaːt21 | du21   | sjəp21  |
| Kim Môn (Miêu tộc Hải Nam)  | a33   | i35   | ˀpɔ35 | pjei35 | pja35 | kjo35 | ȵi42    | jet55  | du33   | ʃap42   |
| Tiêu Mẫn                    | i33   | wəi33 | pau33 | pləi33 | pla33 | klɔ53 | ni42    | hjɛn42 | iu31   | ȶʰan42  |
| Giao Công Miễn (Thạch Khẩu) | ji35  | vi33  | bɔu33 | pli33  | pla53 | klɔ35 | ŋi13    | jæ22   | tɕu55  | tɕæ22   |
| Mạc Tây (Ngưu Vĩ Trại)      | i33   | wei33 | pəu33 | pɣɯi33 | pɤa33 | kɤɔ55 | ɕi31    | hjɯ53  | du53   | tɕʰwa53 |
| Tảo Mẫn                     | a44   | vi42  | bu42  | pɛi42  | pjɛ42 | tɔu44 | ȵi22    | dzat22 | ku53   | sjɛp22  |